# Kem che khuyết điểm

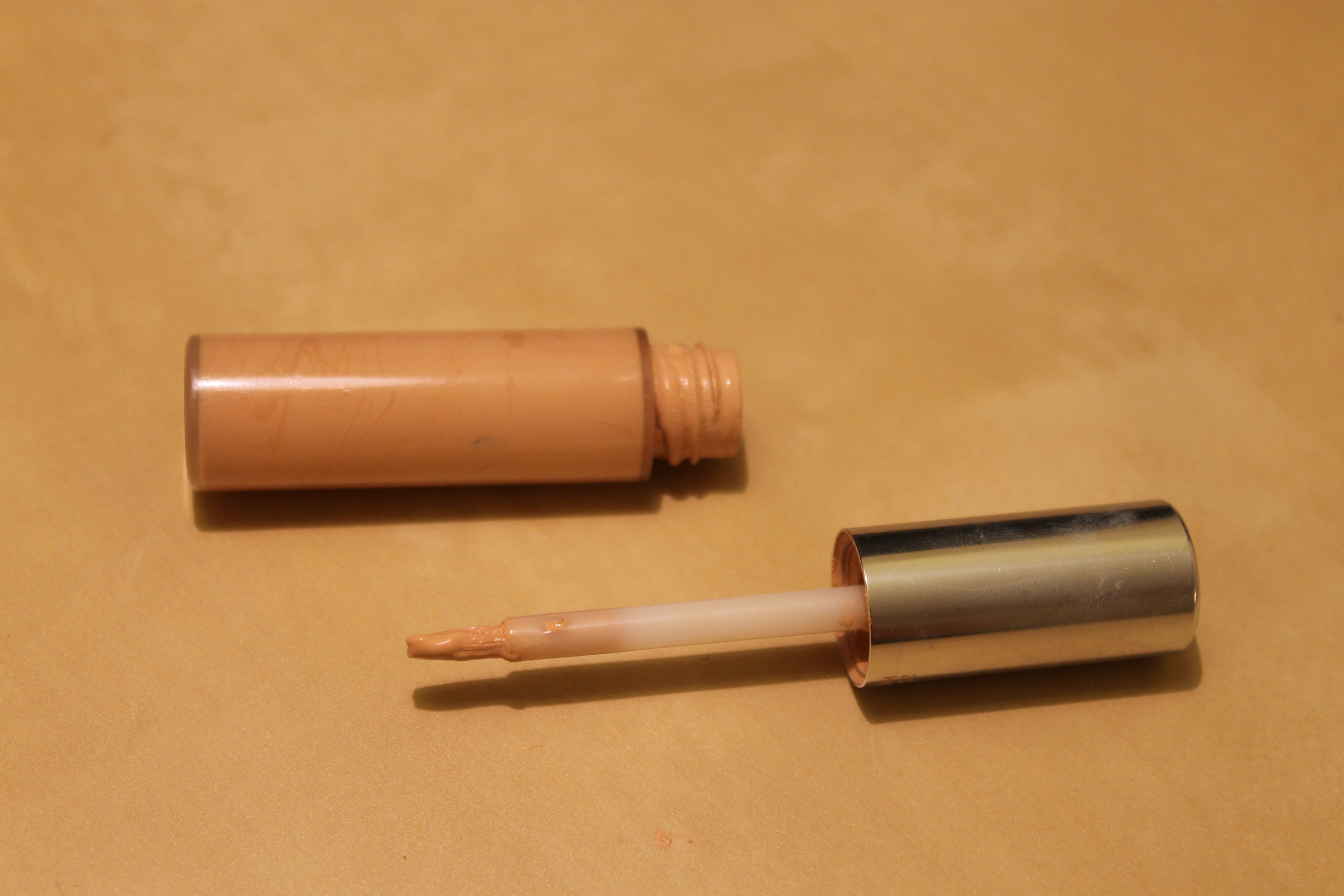
Kem che khuyết điểm dạng lỏng

Kem che khuyết điểm hoặc chất điều chỉnh màu là một loại mỹ phẩm được sử dụng để che giấu quầng thâm, các đốm tuổi, lỗ chân lông lớn và các vết nhăn nhỏ khác có thể nhìn được trên da. Nó cũng tương tự như kem nền, nhưng dày hơn và được sử dụng để che giấu các sắc tố khác nhau bằng cách hòa lẫn điểm không hoàn hảo vào trong tông màu da xung quanh.
Cả kem che khuyết điểm và kem nền thường dùng để làn da đồng đều hơn về màu sắc. Hai loại mỹ phẩm này khác nhau trong các loại kem che khuyết điểm có màu sắc đậm hơn, mặc dù kem che khuyết điểm và kem nền đều có sẵn phạm vi mờ đục rộng lớn. Kem che khuyết điểm có thể dùng một mình hoặc với kem nền. Nó có dạng khác nhau từ dạng lỏng đến dạng phấn. Kem che khuyết điểm thương mại đầu tiên là Erace của Max Factor, tung ra năm 1954. Trang điểm ngụy trang là một dạng chất màu đậm hơn nhiều của kem che khuyết điểm. Nó được sử dụng để che vết đổi màu da nghiêm trọng như vết bớt, vết sẹo và bạch biến.
Kem che khuyết điểm có sẵn một loạt các sắc thái. Khi chọn kem che khuyết điểm, người chọn thường chọn một hoặc hai sắc nhẹ hơn tông da của mình để che giấu khuyết điểm và quầng thâm dưới mắt. Một số màu sắc được trông giống như làn da tự nhiên, trong khi số khác lại có khả năng loại bỏ màu sắc dị biệt của vết mụn. Kem che khuyết điểm với sắc nhạt vàng được sử dụng để ẩn giấu quầng thâm. Màu xanh lá và xanh da trời có thể trung hòa vết đỏ trên da, ví dụ như mụn nhọt, sưng phù hoặc rosacea. Một loại kem che khuyết điểm màu tím có thể khiến sắc da tái trông sáng hơn.